# Casinaria scabra
Casinaria scabra är en stekelart som beskrevs av Thomson 1887. Casinaria scabra ingår i släktet Casinaria och familjen brokparasitsteklar. Inga underarter finns listade.